# Эрикс (мифология)
Эрикс (др.-греч. Ἔρυξ), Эрик — персонаж древнегреческой мифологии, герой из Сицилии. У Ксенофана написание «Эрик» вместо «Эрикс».
Сын Посейдона; либо сын Афродиты от Посейдона, который овладел ею, когда она гуляла по берегу моря в Сицилии; либо сын Афродиты и сицилийского царя элимов Бута.
Основал город, которому дал своё имя, и святилище Афродиты, которое посетил Эней. Либо царь Сикании, отец Псофиды.
Согласно Вергилию, Эрикс был братом Акеста, отличным воином, но умер, когда Геракл победил его в кулачном бою.
По Псевдо-Аполлодору, царь элимов Эрикс загнал быка Геракла в свои стада. Геракл одолел его в борьбе трижды и убил. По более подробному рассказу, Геракл и Эрик бились об заклад (Эрик поставил землю Эрикину, а Геракл быков Гериона), боролись, Геракл победил его. Геракл передал край туземным жителям с условием, что землю может потребовать кто-либо из его потомков, что много поколений спустя сделал спартанец Дорией.
По другой версии, Персей превратил его в камень с помощью головы Медузы Горгоны.
В 1342 году при раскопках у подножья горы Эрик найдены истлевшие останки огромных размеров.